# قلعه دژکوه
قلعه دژکوه، روستایی از توابع بخش مرکزی شهرستان کهگیلویه در استان کهگیلویه و بویراحمد ایران است. مردمانش از ایل ایل طیبی هستند به زبان لری و فارسی صحبت میکنند هنرمند معروف حسین پناهی، متولد این روستا بود.

## جمعیت
این روستا در دهستان طیبی گرمسیری جنوبی قرار دارد و بر اساس سرشماری مرکز آمار ایران در سال ۱۳۸۵، جمعیت آن ۶۵ نفر (۱۸خانوار) بوده‌است.